# 특권 및 면책적 보장조항
특권 및 면책적 보장조항(Privileges and Immunities Clause)은 미국의 헌법 제4조 2항에 있는 조항이며, 각 주민은 다른 주의 주민이 향유하는 모든 특권과 면책권을 다른 주에 가서도 향유할 수 있는 권리를 보유한다는 조항이다. 이 경우, 주민이란 미국 시민권자로서 주의 거주자를 말하며 외국인과 법인은 제외된다. 특권과 면책권은 국가적 통일성에 근본적인 권리로서 고용, 직업종사 및 사업수행 등이 이에 포함된다.

## 같이 보기
- 히클린 대 오벡 사건
- 시장참여자

## 참고 문헌
- 이상윤, 영미법 - 개정판, 박영사, 2000. (ISBN 89-10-45160-2)